# Julian Nagelsmann
Julian Nagelsmann (Landsberg am Lech, 23 de julho de 1987) é um treinador e ex-futebolista alemão que atuava como zagueiro. Atualmente comanda a Seleção Alemã.

## Carreira como jogador
Nagelsmann era zagueiro e teve uma carreira muito curta como jogador; entre 2006 e 2008, atuou pelos reservas do 1860 München e do Augsburg. Seguidas lesões no joelho forçaram sua prematura aposentadoria aos 20 anos de idade.

## Carreira como treinador

### Categorias de base
Embora continuasse vinculado ao Augsburg logo após a cirurgia no joelho que o obrigou a parar de jogar, Nagelsmann começou a trabalhar com Thomas Tuchel, que na época treinava o time reserva. Comandou as equipes Sub-17 do próprio Augsburg e do 1860 München, até receber proposta do Hoffenheim em 2010 para exercer o mesmo cargo.[carece de fontes?]
Seu bom desempenho chamou a atenção de Uli Hoeneß, que tentou levá-lo ao Bayern de Munique, mas o jovem treinador optou em permanecer no Hoffenheim.

### Hoffenheim
Promovido a auxiliar-técnico da equipe principal em 2012, ganhou o apelido de "Mini van Gaal" do goleiro Tim Wiese, que atuou pelo Hoffenheim até 2014. Voltaria a treinar a equipe Sub-19 até fevereiro de 2016, quando foi confirmada sua promoção ao comando técnico do clube, substituindo o holandês Huub Stevens, que deixou o cargo por motivos de saúde. Com isto, Nagelsmann tornou-se, aos 28 anos, o treinador mais jovem da história da Bundesliga, tendo a missão de salvar o Hoffenheim do rebaixamento à Segunda Divisão. De forma impressionante o técnico obteve êxito em sua missão, salvando o Hoffe do rebaixamento. No ano seguinte, conseguiu o feito de classificar a equipe para a Liga dos Campeões da UEFA pela primeira vez em sua história, mas acabariam sendo eliminados nos play-offs para o Liverpool. Repetiu o feito na temporada seguinte, dessa vez, classificando o clube para a fase de grupos.

### RB Leipzig
No dia 21 de junho de 2018, Nagelsmann assinou com o RB Leipzig. Foi o primeiro treinador que conseguiu chegar em uma semifinal de Liga dos Campeões com o clube, na temporada 2019–20.

### Bayern de Munique
Em 27 de abril de 2021, Nagelsmann acertou sua ida para o Bayern de Munique. Ele assumiu o novo clube em junho, assinando contrato válido até 2026. O acordo custou 25 milhões de euros ao time bávaro pela rescisão contratual, o que fez de Nagelsmann o treinador mais caro do mundo.
Na Supercopa da Alemanha de 2021, Nageslmann conquistou o primeiro título de sua carreira com a vitória do Bayern sobre o Borussia Dortmund por 3 a 1.
Foi demitido no dia 24 de março de 2023, após maus resultados na Bundesliga e uma derrota para o Bayer Leverkusen. Para o seu lugar, os bávaros acertaram a contratação de Thomas Tuchel.

### Alemanha
Em 22 de setembro de 2023, foi anunciado como novo técnico da Seleção Alemã, substituindo Hans-Dieter Flick, demitido após uma goleada sofrida para o Japão. Nagelsmann, que assinou contrato até julho de 2024, estreou pela Nationalelf no dia 14 de outubro, numa vitória de virada por 3 a 1 contra os Estados Unidos.

##### Jogos pela Seleção Alemã
Legenda:      Vitórias —      Empates —      Derrotas
|      | Data           | Competição                     | Local            | Placar | Adversário           | Ref.   |      |
| 2023 | 2023           | 2023                           | 2023             | 2023   | 2023                 | 2023   | 2023 |
| ---- | -------------- | ------------------------------ | ---------------- | ------ | -------------------- | ------ | ---- |
| 1    | 14 de outubro  | Amistoso                       | East Hartford    | 3 – 1  | Estados Unidos       | [ 17 ] |      |
| 2    | 17 de outubro  | Amistoso                       | Filadélfia       | 2 – 2  | México               | [ 18 ] |      |
| 3    | 18 de novembro | Amistoso                       | Berlim           | 2 – 3  | Turquia              | [ 19 ] |      |
| 4    | 21 de novembro | Amistoso                       | Viena            | 0 – 2  | Áustria              | [ 20 ] |      |
| 2024 |                |                                |                  |        |                      |        |      |
| 5    | 23 de março    | Amistoso                       | Décines-Charpieu | 2 – 0  | França               | [ 21 ] |      |
| 6    | 26 de março    | Amistoso                       | Frankfurt        | 2 – 1  | Países Baixos        | [ 22 ] |      |
| 7    | 3 de junho     | Amistoso                       | Nuremberg        | 0 – 0  | Ucrânia              | [ 23 ] |      |
| 8    | 7 de junho     | Amistoso                       | Mönchengladbach  | 2 – 1  | Grécia               | [ 24 ] |      |
| 9    | 14 de junho    | Eurocopa                       | Munique          | 5 – 1  | Escócia              | [ 25 ] |      |
| 10   | 19 de junho    | Eurocopa                       | Stuttgart        | 2 – 0  | Hungria              | [ 26 ] |      |
| 11   | 23 de junho    | Eurocopa                       | Frankfurt        | 1 – 1  | Suíça                | [ 27 ] |      |
| 12   | 29 de junho    | Eurocopa                       | Dortmund         | 2 – 0  | Dinamarca            | [ 28 ] |      |
| 13   | 5 de julho     | Eurocopa                       | Stuttgart        | 1 – 2  | Espanha              | [ 29 ] |      |
| 14   | 7 de setembro  | Liga das Nações                | Düsseldorf       | 5 – 0  | Hungria              | [ 30 ] |      |
| 15   | 10 de setembro | Liga das Nações                | Amsterdam        | 2 – 2  | Países Baixos        | [ 31 ] |      |
| 16   | 11 de outubro  | Liga das Nações                | Zenica           | 2 – 1  | Bósnia e Herzegovina | [ 32 ] |      |
| 17   | 14 de outubro  | Liga das Nações                | Munique          | 1 – 0  | Países Baixos        | [ 33 ] |      |
| 18   | 16 de novembro | Liga das Nações                | Freiburg         | 7 – 0  | Bósnia e Herzegovina | [ 34 ] |      |
| 19   | 19 de novembro | Liga das Nações                | Budapeste        | 1 – 1  | Hungria              | [ 35 ] |      |
| 2025 |                |                                |                  |        |                      |        |      |
| 20   | 20 de março    | Liga das Nações                | Milão            | 2 – 1  | Itália               | [ 36 ] |      |
| 21   | 23 de março    | Liga das Nações                | Dortmund         | 3 – 3  | Itália               | [ 37 ] |      |
| 22   | 4 de junho     | Liga das Nações                | Munique          | 1 – 2  | Portugal             | [ 38 ] |      |
| 23   | 8 de junho     | Liga das Nações                | Stuttgart        | 0 – 2  | França               | [ 39 ] |      |
| 24   | 4 de setembro  | Eliminatórias da Copa do Mundo | Bratislava       | –      | Eslováquia           |        |      |
| 25   | 7 de setembro  | Eliminatórias da Copa do Mundo | Colônia          | –      | Irlanda do Norte     |        |      |
| 26   | 10 de outubro  | Eliminatórias da Copa do Mundo | Sinsheim         | –      | Luxemburgo           |        |      |
| 27   | 13 de outubro  | Eliminatórias da Copa do Mundo | Belfast          | –      | Irlanda do Norte     |        |      |
| 28   | 14 de novembro | Eliminatórias da Copa do Mundo | Luxemburgo       | –      | Luxemburgo           |        |      |
| 29   | 17 de novembro | Eliminatórias da Copa do Mundo | Leipzig          | –      | Eslováquia           |        |      |

## Estatísticas como treinador
Atualizadas até 5 de junho de 2025[carece de fontes?]
| Equipe            | Período   | Jogos | Vitórias | Empates | Derrotas | Aproveitamento |
| ----------------- | --------- | ----- | -------- | ------- | -------- | -------------- |
| Hoffenheim        | 2016–2019 | 136   | 55       | 43      | 38       | 50.98%         |
| RB Leipzig        | 2019–2021 | 95    | 54       | 22      | 19       | 64.56%         |
| Bayern de Munique | 2021–2023 | 84    | 60       | 14      | 10       | 76.98%         |
| Alemanha          | 2023–     | 23    | 12       | 6       | 5        | 60.87%         |

## Títulos
Bayern de Munique
- Supercopa da Alemanha: 2021 e 2022
- Bundesliga: 2021–22

### Prêmios individuais
- Treinador do Ano na Alemanha: 2017[40]